# Two psalms
Two psalms is een compositie van Gustav Holst. Holst componeerde het werk terwijl hij directeur afdeling muziek van de St Paul's Girls' School was. Zijn faam als componist was nog ver te zoeken, alhoewel het volgende werk in de H-nummering toch wel bekend is geworden. Hoe sacraal het werk dan ook is, het werd voor het eerst uitgevoerd tijdens een muziekfestival in het voetbalstadion St. James' Park te Newcastle upon Tyne. Het festival werd gegeven ter inzameling van geld voor het Stanninton Sanatorium. Het festival had 15.000 tot 20.000 toeschouwers aangetrokken.
Tegenover deze vreemde premièreplaats en het  toegestroomde publiek stond wel dat het werk van Holst gezongen werd door een koor van 800 zangers begeleid door 130 musici. Voor die gelegenheid had Holst de orgelpartij omgeschreven naar koperblazers. Het geheel werd gespeeld en gezongen door Newcastle and District Festival Choir and Orchestra en St. Hilda Brass Band, alles onder leiding van de componist. Hij moest daarbij wel ondersteund worden door een tweede dirigent. Er was waarschijnlijk een eerdere uitvoering geweest, maar die was privaat in de meisjesschool. Het is namelijk gecomponeerd om de aanschaf van het nieuwe orgel dat de school had aangeschaft te vieren. Holst heeft het werk zo geschreven dat zowel amateur- als beroepsensembles het konden zingen. Diezelfde middag ging A song of freedom and joy van Edgar Bainton in première en werd ook Let their celestial concerts all unite van Georg Friedrich Händel gezongen.
De twee psalmen waarop de gezangen zijn gebaseerd:
- Psalm 86: To my humble supplication op tekst van Joseph Bryan en de geautoriseerde tekst verzen 1 t/m 6 en 12 in tempo Andante mesto
- Psalm 148: Lord, who hast made us for Thine own op tekst van Francis Ralph Gray (baas van Holst) in tempo Allegro moderato

Er zijn voor beide psalmen diverse samenstellingen mogelijk:
- Psalm 86:
  - sopraan (solist), sopranen, alten, tenoren, baritons (SATB), orgel en violen, altviolen, celli, contrabassen
- Psalm 148:
  - sopranen, alten (SSAA), orgel en violen, altviolen, celli, contrabassen
- Samen
  - sopranen, alten, tenoren, baritons, orgel, 8 eerste violen, 8 tweedeviolen, 6 altviolen, 6 celli, 4 contrabassen
  - sopranen, alten, tenoren, baritons, 8 eerste violen, 8 tweedeviolen, 6 altviolen, 6 celli, 4 contrabassen, 2 hoorns, 2 trompetten, 3 trombones, 1 tuba, pauken.

## Discografie
- Uitgave: Helios: Holst Singers, Holst Orchestra o.lv. Hilary Davan Wetton (1989)
- Uitgave Chandos: Britten Singers, City of London Sinfonia o.l.v. Richard Hickox (1990)